# 2step
2step è un singolo del cantautore britannico Ed Sheeran, pubblicato il 25 aprile 2022 come settimo estratto dal settimo album in studio =.
È stato riconosciuto con lo YUNA.

## Video musicale
Il video, girato a Kiev, è stato reso disponibile il 22 aprile 2022 nella versione con Lil Baby attraverso il canale YouTube dell'artista.
Un secondo video, pubblicato il 2 maggio 2022 attraverso il canale YouTube degli Antytila, mostra il ballerino ucraino Oleksij Sokolov che si esibisce prima in un teatro e poi tra le macerie di un edificio distrutto.

## Tracce
Testi e musiche di Ed Sheeran, Andrew Wotman, David Hodges e Louis Bell.
CD, download digitale, streaming
1. 2step (feat. Lil Baby) – 2:43

Download digitale, streaming – 2ª versione
1. 2step (feat. Antytila) – 2:33

Download digitale, streaming – 3ª versione
1. 2step (feat. Ellinoora) – 2:33

Download digitale, streaming – 4ª versione
1. 2step (feat. Ultimo) – 2:34

Download digitale, streaming – 5ª versione
1. 2step (feat. 1.Cuz) – 2:33

Download digitale, streaming – 6ª versione
1. 2step (feat. Budjerah) – 2:33

Download digitale, streaming – Star.One Remix
1. 2step (Star.One Remix) – 3:25

Download digitale, streaming – 7ª versione
1. 2step (feat. Leto) – 2:34

Download digitale, streaming – 8ª versione
1. 2step (feat. Chefin) – 2:33

Download digitale, streaming – 9ª versione
1. 2step (feat. Reezy) – 2:44

Download digitale, streaming – 10ª versione
1. 2step (feat. Potter Payper) – 2:33

Download digitale, streaming – 11ª versione
1. 2step (feat. Quevedo) – 2:33

Download digitale, streaming – 12ª versione
1. 2step (feat. Denise Chaila) – 2:33

Download digitale, streaming – 13ª versione
1. 2step (feat. Armaan Malik) – 2:33

## Classifiche

### Classifiche settimanali
| Classifica (2021-22) | Posizione massima |
| -------------------- | ----------------- |
| Australia            | 40                |
| Austria              | 39                |
| Belgio (Fiandre)     | 22                |
| Belgio (Vallonia)    | 19                |
| Canada               | 21                |
| Corea del Sud        | 151               |
| Finlandia            | 2                 |
| Francia              | 35                |
| Germania             | 41                |
| Irlanda              | 9                 |
| Islanda              | 37                |
| Italia               | 24                |
| Libano               | 13                |
| Norvegia             | 22                |
| Paesi Bassi          | 79                |
| Portogallo           | 154               |
| Regno Unito          | 9                 |
| Stati Uniti          | 48                |
| Svezia               | 1                 |
| Svizzera             | 30                |
| Ucraina              | 1                 |

### Classifiche di fine anno
| Classifica (2022) | Posizione |
| ----------------- | --------- |
| Belgio (Fiandre)  | 156       |
| Belgio (Vallonia) | 52        |
| Canada            | 37        |
| Francia           | 117       |
| Regno Unito       | 49        |
| Svezia            | 40        |
| Ucraina           | 7         |
| Classifica (2023) | Posizione |
| Ucraina           | 95        |

## Date di pubblicazione
| Paese                 | Data           | Formato                      | Versione          | Etichetta              | Note   |
| --------------------- | -------------- | ---------------------------- | ----------------- | ---------------------- | ------ |
| Mondo                 | 22 aprile 2022 | Download digitale, streaming | con Lil Baby      | Asylum UK, Atlantic UK | [ 33 ] |
| Stati Uniti d'America | 25 aprile 2022 | Hot adult contemporary       | Originale         | Atlantic UK            | [ 34 ] |
| Stati Uniti d'America | 26 aprile 2022 | Contemporary hit radio       | Singolo           | Atlantic UK            | [ 35 ] |
| Mondo                 | 2 maggio 2022  | Download digitale, streaming | con gli Antytila  | Asylum UK, Atlantic UK | [ 36 ] |
| Mondo                 | 4 maggio 2022  | Download digitale, streaming | con Ellinoora     | Asylum UK, Atlantic UK | [ 37 ] |
| Mondo                 | 6 maggio 2022  | Download digitale, streaming | con Ultimo        | Asylum UK, Atlantic UK | [ 38 ] |
| Mondo                 | 9 maggio 2022  | Download digitale, streaming | con 1.Cuz         | Asylum UK, Atlantic UK | [ 39 ] |
| Mondo                 | 11 maggio 2022 | Download digitale, streaming | con Budjerah      | Asylum UK, Atlantic UK | [ 40 ] |
| Mondo                 | 12 maggio 2022 | Download digitale, streaming | Star.One Remix    | Asylum UK, Atlantic UK | [ 41 ] |
| Mondo                 | 13 maggio 2022 | Download digitale, streaming | con Leto          | Asylum UK, Atlantic UK | [ 42 ] |
| Mondo                 | 16 maggio 2022 | Download digitale, streaming | con Chefin        | Asylum UK, Atlantic UK | [ 43 ] |
| Mondo                 | 18 maggio 2022 | Download digitale, streaming | con Reezy         | Asylum UK, Atlantic UK | [ 44 ] |
| Mondo                 | 20 maggio 2022 | Download digitale, streaming | con Potter Payper | Asylum UK, Atlantic UK | [ 45 ] |
| Mondo                 | 23 maggio 2022 | Download digitale, streaming | con Quevedo       | Asylum UK, Atlantic UK | [ 46 ] |
| Mondo                 | 25 maggio 2022 | Download digitale, streaming | con Denise Chaila | Asylum UK, Atlantic UK | [ 47 ] |
| Mondo                 | 3 giugno 2022  | Download digitale, streaming | con Armaan Malik  | Asylum UK, Atlantic UK | [ 48 ] |